# Pontonier

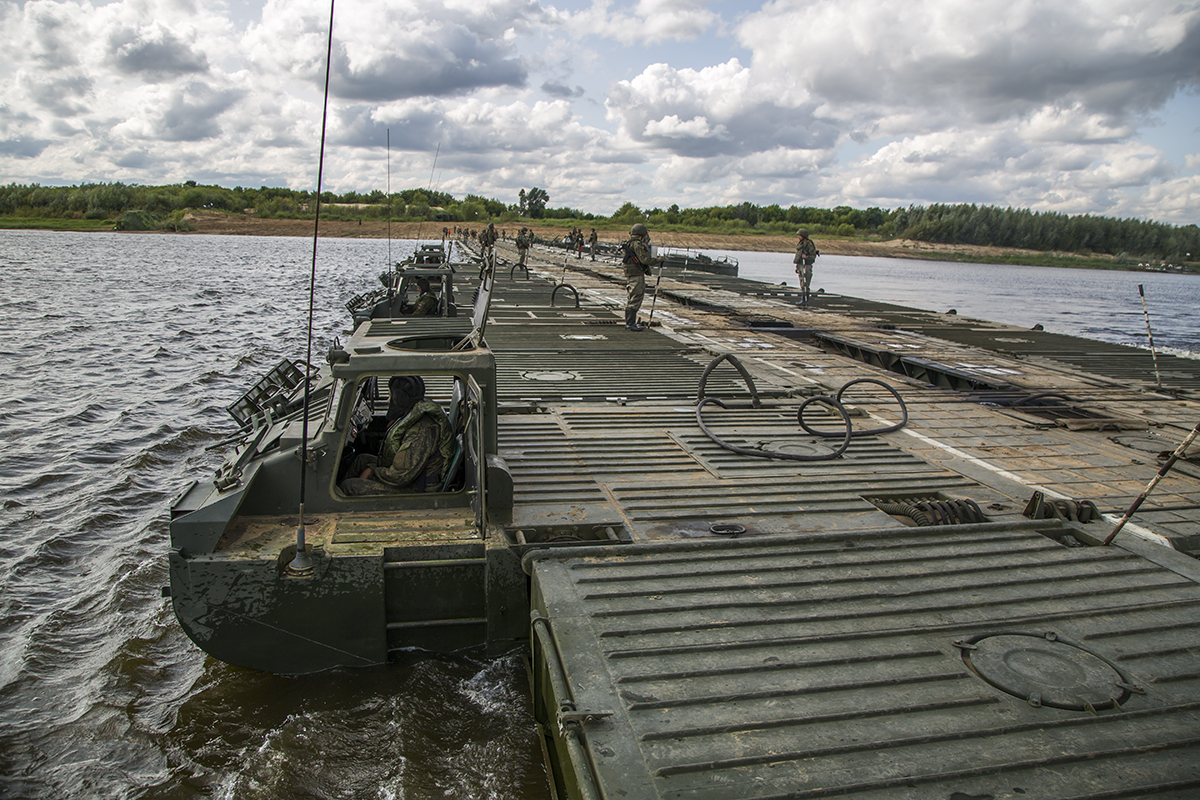
Pontoniere bei der Einrichtung einer Schwimmbrücke mit PMM-2-Brückenfähren

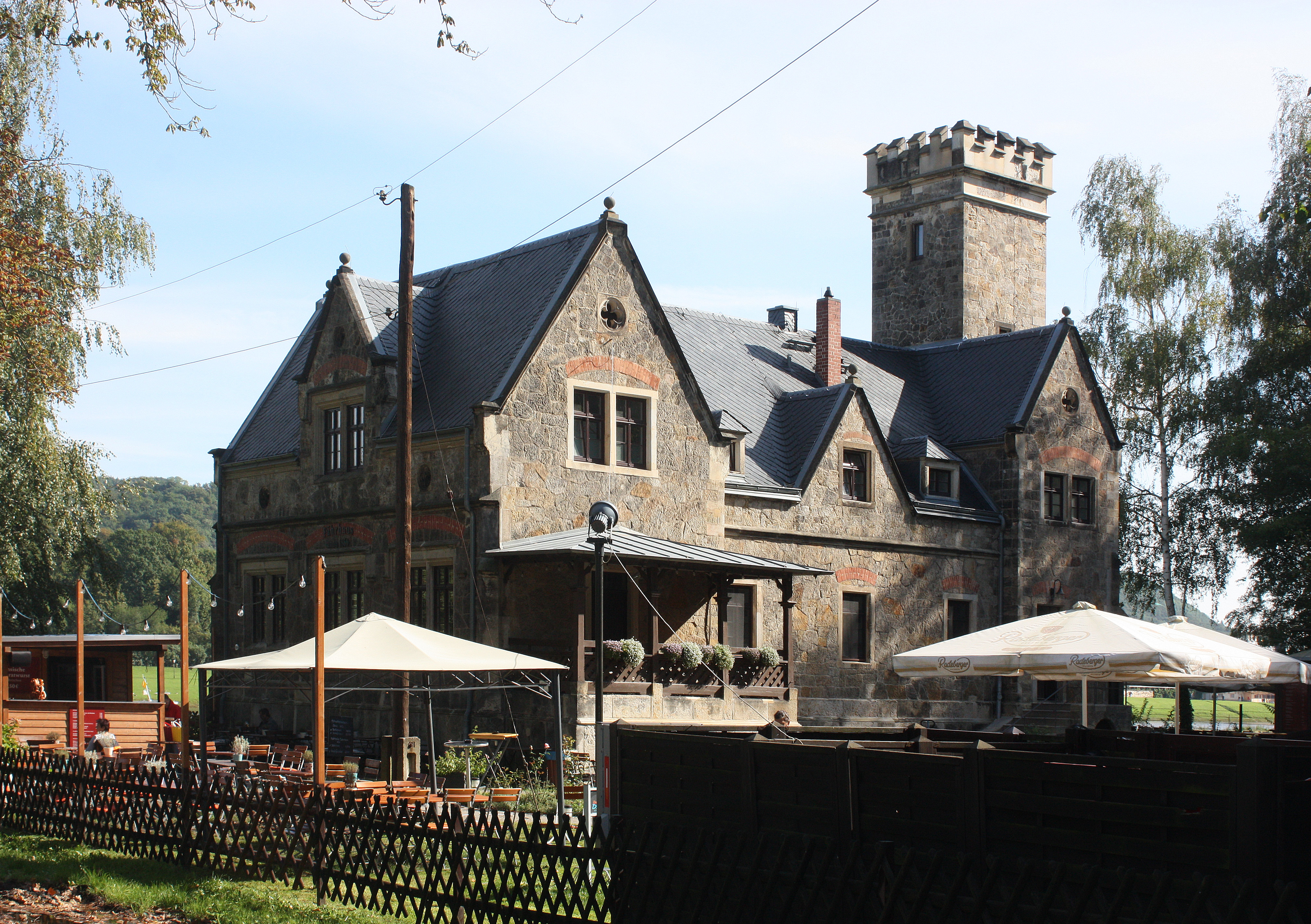
Ehemalige Pontonier-Kaserne in Dresden-Kleinzschachwitz

Pontoniere sind zum Errichten von Pontonbrücken bestimmte Genietruppen. Sie waren in Deutschland in den Pionierbataillonen enthalten, bildeten in Heeren anderer Länder besondere Truppenteile und gehörten in Frankreich sowie in nahezu allen neuzeitlichen Armeen zur Feldartillerie.

## Entstehung
Bereits vor der Institutionalisierung von Pontoniertruppen an der Wende vom 17. Jahrhundert zum 18. Jahrhundert existierten in vielen Armeen Pontontrains. Die Ursprünge des rein militärisch genutzten Pontons sind in den Niederlanden des 17. Jahrhunderts zu suchen.
Hauptaufgabe der Pontoniertruppen war es, die Bewegungsfähigkeit über Gewässer, hauptsächlich mit Hilfe von Kriegs- und Schwimmbrücken (Pontonbrücken), sicherzustellen.
Im 20. und 21. Jahrhundert wurden Schwimmkörper als Pontons, Bauarten wie die Bailey-Brücke und Hilfsmittel wie Schwimmschnellbrücken und Brückenlegepanzer sowie Spezialschiffe wie die Bodan-Fähre entwickelt.

## Sonstiges

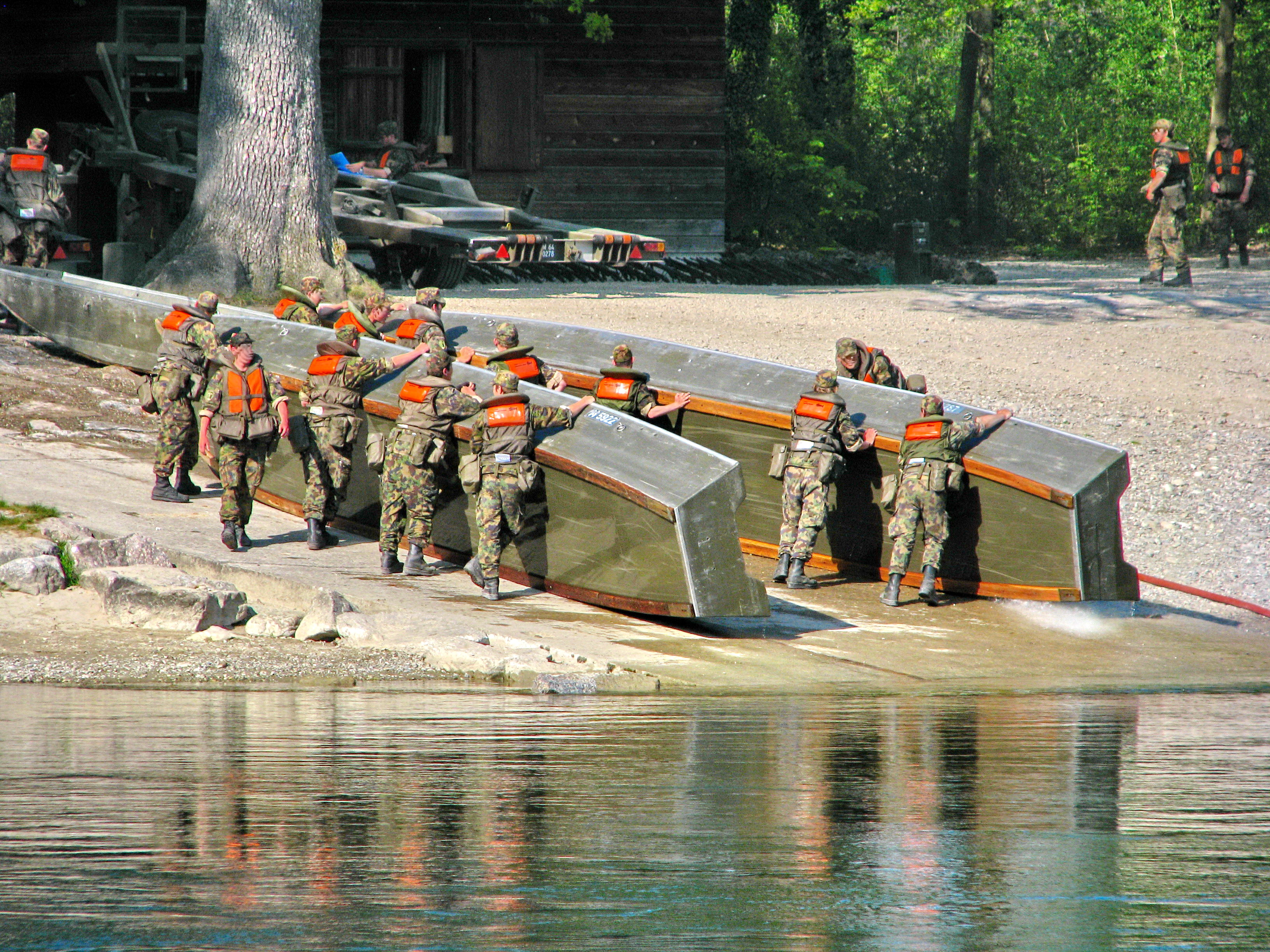
Pontoniere der Schweizer Armee an der Aare bei Brugg

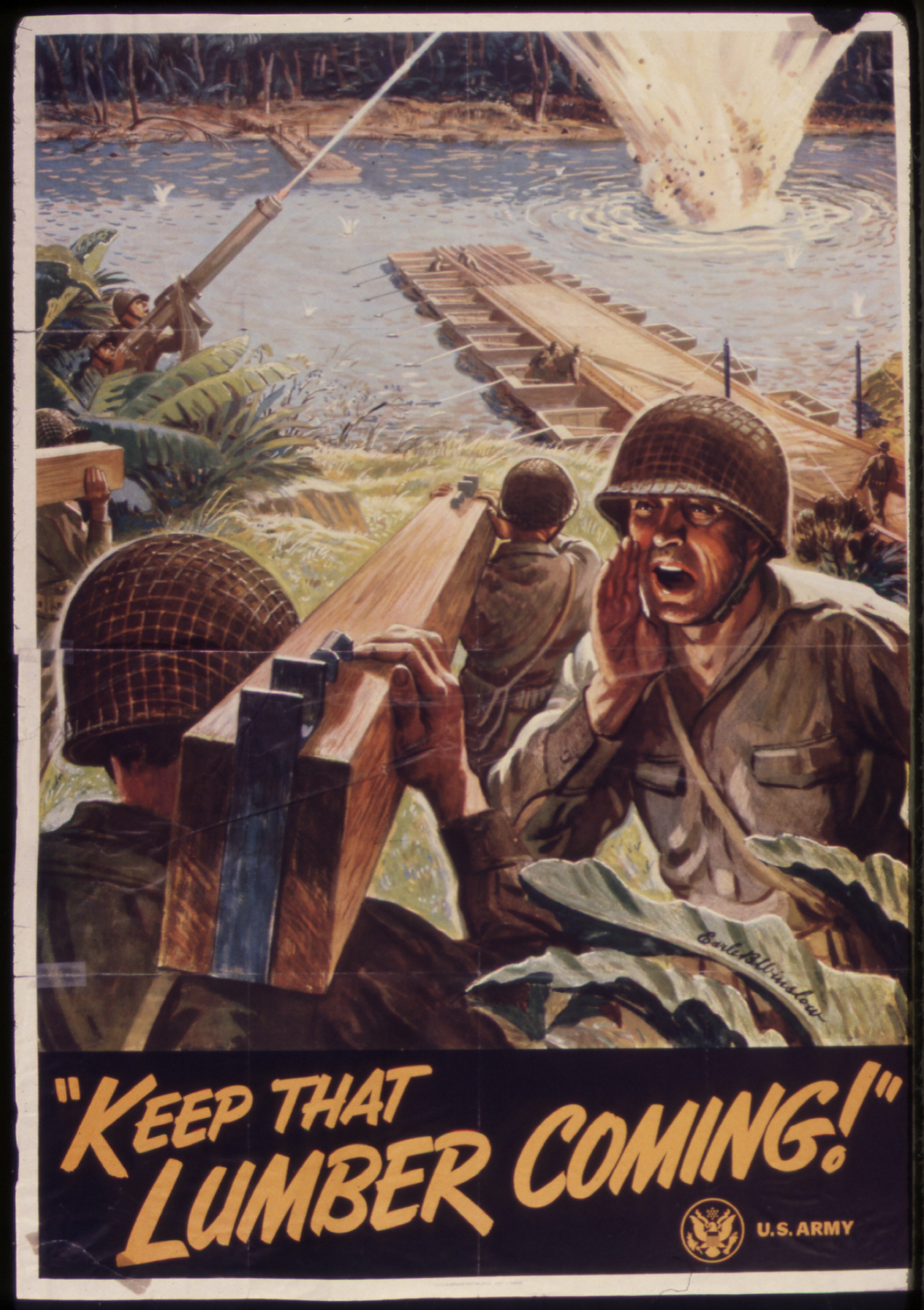
Werbeplakat mit der Aufschrift «Keep that lumber coming» der US Army (um 1943)

In der Schweiz wird der Pontoniersport ausgeübt. Dabei wird mit Booten ein vorgegebener Parcours abgefahren. Ebenso beinhaltet die Schweizer Armee noch Pontoniertruppen, die als den Genietruppen zugehörig geführt werden.
Pontonierwissenschaft ist die Lehre von der Herstellung von Kriegsbrücken, ein Teil der Ingenieurwissenschaft.

## Einsätze
Ein historisch überlieferter Einsatz und «taktisches Musterbeispiel für Operationen dieser Art» fand am 1. Mai 1800 mit dem Rheinübergang bei Rheinklingen statt.
Im Verlauf des Zweiten Weltkrieges wurden zahlreiche Pontonbrücken gebaut und wie zur Rheinüberquerung bei Nierstein 1945 genutzt. Die Hodges-Brücke war eine am 6. April 1945 fertiggestellte Pontonbrücke aus Bailey-Brücken-Fertigteilen über den Rhein.
Zum Russisch-Ukrainischen Krieg ist die Verwendung von Schwimmbrücken unterschiedlichster Bauart bekannt.

## Archive
- Archiv des Pontonier-Fahrvereins der Stadt Bern im Katalog der Burgerbibliothek Bern